# ワザリング・ハイツ
ワザリング・ハイツ（Wuthering Heights）はデンマークのヘヴィメタル・バンド。プログレッシブ・メタルやフォーク・メタルの要素を取り入れた楽曲を特徴とするバンドである。

## 来歴
1989年にアンジェリカ（Angelica）の名で結成。1992年後期にミナス・ティリス（Minas Tirith）に改名し、「Tales From the Woods」というタイトルのデモテープをリリースした。1995年に再びフヴェルゲルミル（Vergelmir）に改名して2枚目のデモテープをリリースした後、1999年に現在のバンド名に改名して「Within」をリリースし、メジャーデビューを果たした。

## メンバー
2010年現在
- エリック・ラヴン（ERIK RAVN） - ギター、キーボード、ベース
- ニルス・パトリック・ヨハンソン（NILS PATRIK JOHANSSON） - ヴォーカル
- モルテン・G・ソーレンセン（MORTEN G. SØRENSEN） - ドラムス
- テディ・モラー（TEDDY MÖLLER） - ベース、ギター
- マーティン・アレンダール（MARTIN ARENDAL） - ギター
- アンドレアス・リンダール（ANDREAS LINDAHL） - キーボード

## ディスコグラフィー
- Within（1999年）
- To Travel for Evermore（2002年）
- Far from the Madding Croud（2003年）
- The Shadow Cabinet（2006年）
- Salt（2010年）